# Каргалка (приток Урала)
Каргалка (Большая Каргалка) — река в России, протекает по Оренбургской области. Устье реки находится в 1262 км по правому берегу реки Урал. Длина реки составляет 70 км. Площадь водосборного бассейна — 931 км².

## Притоки (км от устья)
- 33 км: река Средняя Каргалка (лв)
- 52 км: река Сухо-Пусто-Каргалка (лв)

## Населённые пункты от истока к устью
- село Бродецкое
- хутор Херсоновка
- посёлок Каргала
- село Мазуровка
- хутор Красная Поляна
- хутор Панкратовский
- село Приютово
- разъезд 17 км
- село Павловка
- хутор Степановский
- село Подгородняя Покровка
- посёлок Соловьёвка
- посёлок Зауральный
- посёлок Западный

## Этимология
По поводу происхождения названия есть несколько версий. Согласно одной из них, в основе древнетюркское карга — «валун или нагромождение валунов». Топонимы Каргала, Каргалы, Каргалка распространены на значительной территории: в Казахстане, Оренбургской области, Сибири, Западной Монголии.

## Данные водного реестра
По данным государственного водного реестра России относится к Уральскому бассейновому округу, водохозяйственный участок реки — российская часть бассейна реки Урал ниже впадения в него реки Сакмара без реки Илек. Речной бассейн реки — Урал (российская часть бассейна).
Код объекта в государственном водном реестре — 12010001012112200007115.